# Konak (Sečanj)
Pour les articles homonymes, voir Konak.

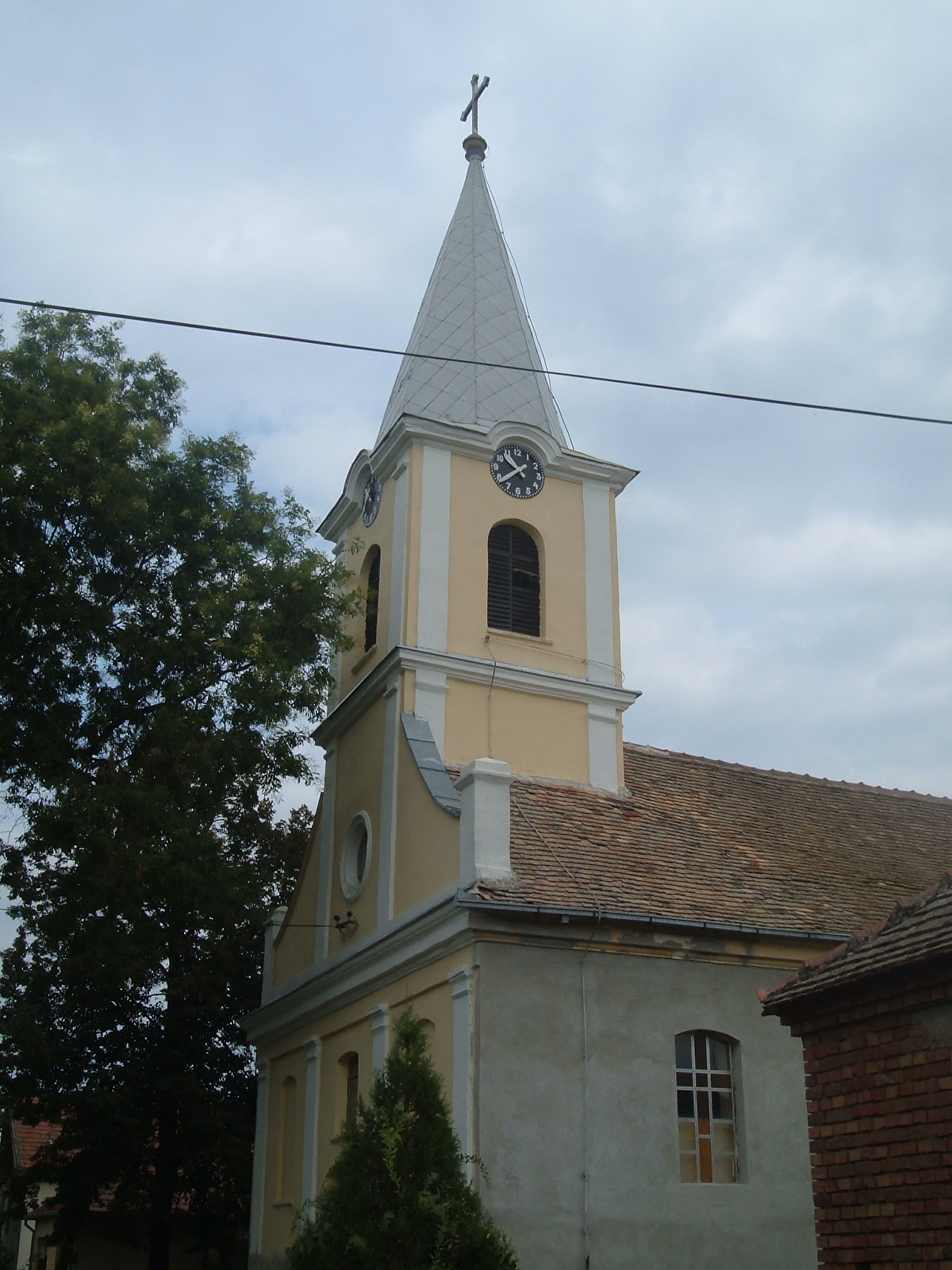
L'église catholique Saint-Jean-Baptiste de Konak

Konak (en serbe cyrillique : Конак ; en hongrois : Kanak) est un village de Serbie situé dans la province autonome de Voïvodine. Il fait partie de la municipalité de Sečanj dans le district du Banat central. Au recensement de 2011, il comptait 772 habitants.

## Démographie

### Évolution historique de la population
| 1948  | 1953  | 1961  | 1971  | 1981  | 1991  | 2002 | 2011 |
| ----- | ----- | ----- | ----- | ----- | ----- | ---- | ---- |
| 1 828 | 1 838 | 1 726 | 1 459 | 1 211 | 1 150 | 996  | 772  |

|  |